# دينامو تبليسي
نادي دينامو تبليسي لكرة القدم (بالجورجية: თბილისის დინამო) نادي كرة قدم جورجي يلعب في دوري الدرجة الممتازة. تم تأسيس النادي في سنة 1925.
كان فريق دينامو تبليسي من بين أبرز الأندية السوفييتية وكان أيضا يشكل منافسة رئيسية في الدوري السوفييتي على الفور تقريبا بعد أن تم تأسيسه في عام 1936.

## وصلات خارجية
- الموقع الرسمي